# بنگ (ئی‌پی ریتا اورا و ایمانبک)
بنگ (به انگلیسی: Bang) آلبوم چندآهنگهٔ گروهی خوانندهٔ بریتانیایی ریتا اورا و تهیه‌کنندهٔ قزاقی ایمانبک می‌باشد که در ۱۲ فوریهٔ سال ۲۰۲۱ از سوی آتلانتیک، وارنر و وات ای دی‌جی در کشورهای مختلف برای بارگیری و استریم منتشر گردید.